# اولاوی مانونن
اولاوی مانونن (فنلاندی: Olavi Mannonen؛ ۷ مارس ۱۹۳۰ – ۱۷ مارس ۲۰۱۹) ورزشکار پنج‌گانه مدرن اهل فنلاند بود.
وی در مسابقات کشوری و بین‌المللی در مجموع برندهٔ ۲ مدال نقره، ۲ مدال برنز شده‌است.